# 真珠広場
真珠広場（しんじゅひろば、アラビア語: دوار اللؤلؤة Dawwār al-luʾluʾah / دوار اللؤلؤ Dawwār al-luʾluʾ、英語: Pearl Roundabout）は、バーレーンのマナーマにある広場。
2011年3月までは、高さ90メートルのモニュメントがあった。

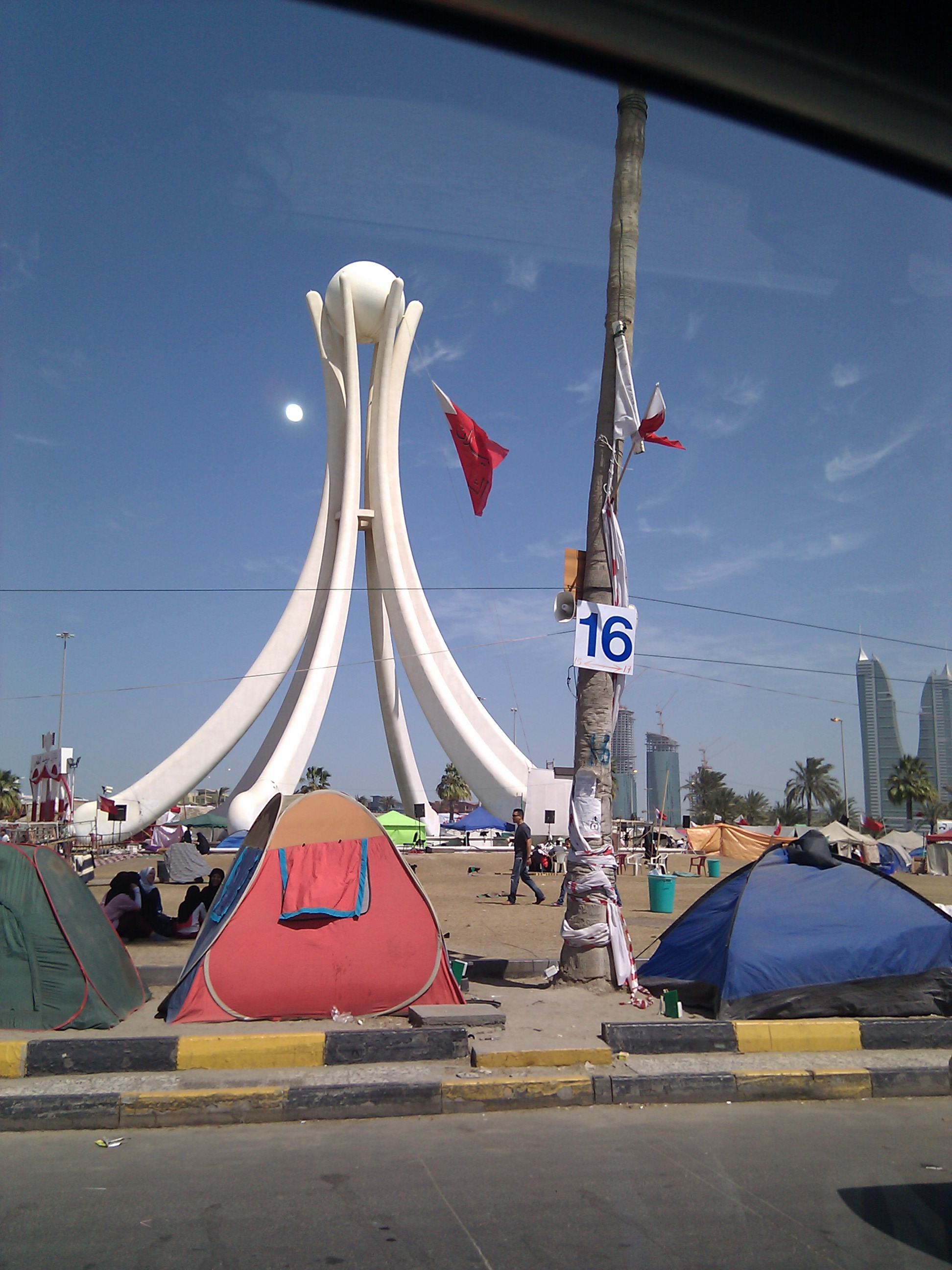
2011年バーレーン騒乱の際に、抗議者がテントを張って真珠広場を占拠した時の様子。後方に見える白いオブジェが、2011年3月まであった高さ90メートルのモニュメントである。

2011年バーレーン騒乱では、多くの人に占拠されて、騒乱の中心になった。
3月18日、モニュメントや緑地帯は、重機で破壊された。